# Dia (musikgrupp)
Dia (hangul: 다이아) är en sydkoreansk tjejgrupp bildad år 2015 av MBK Entertainment.
Gruppen består av de sju medlemmarna Eunice, Jueun, Huihyeon, Yebin, Chaeyeon, Eunchae och Somyi.

## Medlemmar
| Artistnamn   | Artistnamn | Födelsenamn    | Födelsenamn | Födelsedatum      | Medlemstid |
| Romanisering | Hangul     | Romanisering   | Hangul      | Födelsedatum      | Medlemstid |
| Nuvarande    | Nuvarande  | Nuvarande      | Nuvarande   | Nuvarande         | Nuvarande  |
| ------------ | ---------- | -------------- | ----------- | ----------------- | ---------- |
| Eunice       | 유니스     | Heo Soo-yeon   | 허수연      | 2 september 1991  | 2015-idag  |
| Jueun        | 주은       | Lee Joo-eun    | 이주은      | 7 juni 1995       | 2017-idag  |
| Huihyeon     | 희현       | Ki Hui-hyeon   | 기희현      | 16 juni 1995      | 2015-idag  |
| Jenny        | 제니       | Lee So-yul     | 이소율      | 14 september 1996 | 2015-idag  |
| Yebin        | 예빈       | Baek Ye-bin    | 백예빈      | 13 juli 1997      | 2015-idag  |
| Eunjin       | 은진       | Ahn Eun-jin    | 안은진      | 31 augusti 1997   | 2015-idag  |
| Chaeyeon     | 채연       | Jung Chae-yeon | 정채연      | 1 december 1997   | 2015-idag  |
| Eunchae      | 은채       | Kwon Chae-won  | 권채원      | 26 maj 1999       | 2016-idag  |
| Somyi        | 솜이       | Ahn Som-yi     | 안솜이      | 26 januari 2000   | 2017-idag  |
| Tidigare     |            |                |             |                   |            |
| Seunghee     | 승희       | Cho Seung-hee  | 조승희      | 3 juni 1991       | 2015-2016  |

## Diskografi

### Album
| Albuminformation                                             | Topplacering          |
| Albuminformation                                             | Sydkorea (Gaon Chart) |
| ------------------------------------------------------------ | --------------------- |
| Do It Amazing (Studioalbum) - Släppt: 14 september 2015      | 11                    |
| Happy Ending (EP-skiva) - Släppt: 14 juni 2016               | 7                     |
| Spell (EP-skiva) - Släppt: 13 september 2016                 | 4                     |
| First Miracle DIAID (Singelalbum) - Släppt: 29 december 2016 | —                     |
| YOLO (Studioalbum) - Släppt: 19 april 2017                   | 3                     |

### Singlar
| År   | Titel                      | Topplacering          |
| År   | Titel                      | Sydkorea (Gaon Chart) |
| ---- | -------------------------- | --------------------- |
| 2015 | "Somehow"                  | 152                   |
| 2015 | "My Friend's Boyfriend"    | 288                   |
| 2016 | "On the Road"              | 48                    |
| 2016 | "Mr. Potter"               | 103                   |
| 2017 | "Will You Go Out With Me?" | 78                    |